# Wonder (Hillsong-United-Album)
Wonder ist das fünfte Studioalbum der australischen Lobpreisband Hillsong United. Es wurde am 9. Juni 2017 veröffentlicht.

## Hintergrund
Der Titel und das Veröffentlichungsdatum des Albums wurde im Mai 2017 bekanntgegeben. Ein Großteil des Albums wurde in Los Angeles produziert. Im Mai wurde auch das Titellied Wonder als Leadsingle veröffentlicht. Produzenten des Albums waren Joel Houston und Michael Guy Chislett.

## Titelliste
1. Wonder – 4:55
2. Shadow Step – 5:34
3. Future Marches In – 5:43
4. So Will I (100 Billion X) – 6:51
5. Splinters and Stones – 4:32
6. Glimmer in the Dust – 7:44
7. Greatest of These – 3:59
8. Shape of Your Heart – 5:02
9. Not Today – 4:14
10. Life – 6:09
11. Rain/Reign – 6:35
12. Water to Wine – 9:47

## Rezeption

### Kritik
Lucas Munachen von Jesus Freak Hideout bewertete das Album mit drei von fünf Sternen. Er schließt seine Kritik damit ab, dass Wonder eine weitere „starke Veröffentlichung“ sei, die kreative Weiterentwicklung gegenüber dem Vorgänger Empires sei jedoch spärlich. Christa Banister vom Christian Broadcasting Network gab dem Album drei von fünf Sternen, ihrer Meinung nach sei das Album nach den ersten vier Liedern zu monoton und die Hälfte des Albums klinge nach einer Kollektion von B-Seiten. Timothy Yap von Hallels gab Wonder eine positivere Bewertung, er vergab 4,5 von 5 Sternen und bezeichnete es als das durchdachteste und kreativste Album, das die Band jemals veröffentlicht hat.

### Auszeichnungen
Das Album wurde für einen Dove Award in der Kategorie Pop/Contemporary Album of the Year nominiert. Der Titel So Will I (100 Billion X) erhielt die Auszeichnung in der Kategorie Worship Recorded Song of the Year.

### Chartplatzierungen

#### Album
Wonder erreichte in den australischen Charts Platz vier und hielt sich acht Wochen lang in den Charts. In den Vereinigten Staaten erreichte es Platz 21 der Billboard 200 sowie als ihr fünftes Studioalbum in Folge Platz eins der Top Christian Albums. Weitere Platzierungen wurden in Neuseeland, den Niederlanden und Norwegen erreicht.
| ChartsChartplatzierungen       | Höchstplatzierung | Wochen |
| ------------------------------ | ----------------- | ------ |
| Australien (ARIA)              | 4 (8 Wo.)         | 8      |
| Vereinigte Staaten (Billboard) | 21 (4 Wo.)        | 4      |

#### Singles
Die Singles Wonder, So Will I (100 Billion X) und Not Today erreichten Platzierungen in den Billboard Hot Christian Songs. So Will I (100 Billion X) erreichte mit Platz drei die höchste Position und wurde außerdem mit einer Goldenen Schallplatte ausgezeichnet. Die Lieder Shadow Step, Splinters and Stones, Shape of Your Heart, Glimmer in the Dust, Future Marches In und Greatest of These konnten sich ebenfalls in den Hot Christian Songs platzieren.